# Wolf Albach-Retty
Pour les articles homonymes, voir Albach et Retty.
Wolf Albach-Retty (Vienne, 28 mai 1906 – Vienne, 21 février 1967) est un acteur autrichien, père de la comédienne Romy Schneider.

## Biographie
De son vrai nom Wolfgang Helmut Albach, Wolf Albach-Retty naît le 28 mai 1906 à Vienne en Autriche. Il est le fils de l'officier impérial Karl Albach et de la comédienne Rosa Albach-Retty. Il fait ses études à l'Académie de Musique et des Arts de Vienne et fait ses premiers pas au Burgtheater avant d'entamer une carrière cinématographique en 1931.
Il épouse en 1936 l'actrice allemande Magda Schneider dont il aura deux enfants : Rosemarie Magdalena (future Romy Schneider), actrice née en 1938 et morte en 1982 et Wolfgang Dieter, chirurgien né en 1941. Il divorce de Magda Schneider en 1945 pour épouser l'actrice Trude Marlen, avec qui il eut une fille Sacha Darwin (* 1947).
Il meurt le 21 février 1967 à Vienne d'un infarctus, à la suite d'un excès de trac.

## Filmographie
- 1927 : Das grobe Hemd
- 1927 : Der geheimnisvolle Spiegel
- 1928 : Ein Wiener Musikantenmädel
- 1928 : Liebe im Mai
- 1929 : Der Dieb im Schlafcoupée
- 1930 : Der Onkel aus Sumatra
- 1930 : General Babka
- 1931 : Wiener Zauberklänge
- 1931 : Zwei Herzen und ein Schlag
- 1932 : Mädchen zum Heiraten
- 1932 : Der schwarze Husar
- 1932 : La Belle Aventure (Das Schöne Abenteuer)
- 1932 : ...und es leuchtet die Pussta
- 1933 : Kind, ich freu' mich auf dein Kommen
- 1933 : Liebe muss verstanden sein
- 1934 : G'schichten aus dem Wienerwald
- 1934 : Un jour viendra (Einmal eine große Dame sein)
- 1934 : Frühjahrsparade
- 1934 : Die Katz' im Sack
- 1935 : Der Vogelhändler
- 1935 : Winternachtstraum
- 1935 : Grossreinemachen
- 1935 : Sylvia und ihr Chauffeur
- 1936 : Rendezvous in Wien
- 1936 : Die Puppenfee
- 1936 : Geheimnis eines alten Hauses
- 1937 : Liebling der Matrosen
- 1937 : Die glücklichste Ehe der Welt
- 1937 : Millionäre / Ich möcht' so gern mit Dir allein sein
- 1938 : Frühlingsluft
- 1938 : Der Hampelmann
- 1939 : Hotel Sacher
- 1939 : Liebe streng verboten
- 1939 : Heimatland
- 1939 : Une mère (Mutterliebe)
- 1939 : Das Glück wohnt nebenan
- 1940 : Falstaff in Wien
- 1940 : Sieben Jahre Pech
- 1940 : Wie konntest Du, Veronika
- 1941 : So gefällst Du mir
- 1941 : Tanz mit dem Kaiser
- 1942 : Maske in Blau
- 1942 : Sieben Jahre Glück
- 1942 : Alles aus Liebe
- 1942 : Die heimliche Gräfin
- 1942 : Zwei glückliche Menschen
- 1943 : Abenteuer im Grandhotel
- 1943 : Der weiße Traum
- 1943 : Reisebekanntschaft
- 1943 : Romantische Brautfahrt
- 1943 : Hundstage
- 1944 : Ein Mann wie Maximilian
- 1945 : Wie ein Dieb in der Nacht
- 1948 : Alles Lüge
- 1949 : Ein bezaubernder Schwindler
- 1949 : Gefährliche Gäste
- 1949 : Grossstadtnacht
- 1950 : Der Mann, der sich selber sucht
- 1950 : Zwei in einem Anzug'
- 1950 : Czardas der Herzen
- 1951 : Weh' dem, der liebt
- 1951 : Unschuld in tausend Nöten / Das Mädel aus der Konfektion
- 1951 : Verklungenes Wien
- 1951 : Zwei in einem Auto / Du bist die Schönste für mich
- 1952 : Der Mann in der Wanne
- 1952 : Ideale Frau gesucht
- 1952 : Der Obersteiger
- 1953 : Die tolle Lola
- 1953 : Der Vogelhändler
- 1954 : Die süssesten Früchte
- 1954 : Schule für Eheglück
- 1954 : Die sieben Kleider der Katrin
- 1955 : Seine Tochter ist der Peter
- 1955 : Ihr Leibregiment
- 1956 : K.u.K. Feldmarschall
- 1956 : Ein Herz und eine Seele / ...und wer küsst mich?
- 1956 : La Voix que j'aime (de)
- 1956 : Verlobung am Wolfgangsee
- 1957 : Dort in der Wachau
- 1957 : Wetterleuchten um Maria
- 1957 : Der Kaiser und das Wäschermädel
- 1958 : Gefährdete Mädchen
- 1958 : Man ist nur zweimal jung
- 1958 : Immer die Radfahrer
- 1958 : Mein ganzes Herz ist voll Musik
- 1959 : Herrn Josefs letzte Liebe
- 1959 : Peter, das Zirkuskind / Auf allen Strassen
- 1959 : Mädchen für die Mambo-Bar
- 1959 : Hubertusjagd
- 1960 : Frauen in Teufels Hand
- 1960 : Hohe Tannen
- 1961 : Der Orgelbauer von St. Marien
- 1961 : Autofahrer unterwegs / Auf den Strassen einer Stadt
- 1962 : Die Post geht ab
- 1962 : Christelle et l'empereur (Die Försterchristel)
- 1963 : Bergwind / Sturm am Wilden Kaiser
- 1964 : Marika, un super show
- 1964 : Die Kinder
- 1964 : Das Mädel aus dem Böhmerwald
- 1965 : Die Tänzerin Fanny Elssler
- 1966 : Leinen aus Irland